# Жук, Вадим Дмитриевич
Вадим Дмитриевич Жук (род. 20 мая 1952, Мир, Барановичская область) — советский и белорусский футбольный судья, судья всесоюзной категории (20.12.1982), арбитр категории ФИФА.

## Биография

### Судейская карьера
Уроженец посёлка Мир Гродненской области. Как футболист выступал на позиции защитника в минском клубе «Буревестник» с 1966 по 1975 годы, позже стал арбитром. В 1967 году поступил в Минский политехникум, после службы в армии поступил на юрфак БГУ и там играл за сборную университета под руководством Виталия Лиштвана, а также начал судейскую карьеру (с матчей мемориала Гранаткина в Ленинграде). Судья международной категории с 1987 года.
Первую встречу Жук судил 8 мая 1982 года между донецким «Шахтёром» и одесским «Черноморцем» в возрасте 30 лет, получив высокие оценки от заслуженного тренера СССР Михаила Якушина. В 1983 году провёл первую встречу еврокубковых турниров в Кубке УЕФА между пражской «Спартой» и польским «Видзевом» в ранге лайнсмена. В дальнейшем Жук судил матчи Кубка европейских чемпионов (Лиги чемпионов УЕФА) на стадионах «Камп Ноу», «Сан-Сиро» и «Парк де Пренс», ещё дважды судил матчи на «Уэмбли», работал в Турции (матч 23 ноября 1994 Лиги чемпионов УЕФА «Галатасарай» — «Барселона», победа турок 2:1), Греции (игры «Панатинаикоса» и АЕК) и Румынии. 24 ноября 1993 года Жук провёл первую игру Лиги чемпионов УЕФА в своей карьере между бельгийским «Андерлехтом» и итальянским «Миланом» (0:0), прошедшую в снежную погоду. В 1996 году судил финал Кубка УЕФА между «Бордо» и «Баварией», а в 1994 году работал на полуфинале Лиги чемпионов УЕФА между «Барселоной» и «Порту». Последнюю свою игру в чемпионате СССР 1991 года судил между «Спартаком-Аланией» и харьковским «Металлистом» («Металлист» проиграл, пропустив за 5 минут до конца второго тайма гол с пенальти).
В 1987 году Жук судил матч летней Универсиады 1987 года между Уругваем и Японией, удалив троих игроков и удостоившись высокой оценки от инспектора Тони Бошковича. В 1989 году Жук работал на Кубке Джавахарлала Неру в Индии, а в 1991 году он вместе с Алексеем Спириным и Сергеем Хусаиновым судил матч сборных Англии и Германии, приуроченный к 25-летию победы англичан на чемпионате мира. Судил финал Кубка СССР 1989 года.
На уровне сборных в 1991 году Жук судил финал женского чемпионата мира (победа США над Норвегией 2:1), а также работал на матчах чемпионата Европы 1996 года, отсудив игру Франции и Испании (ничья 1:1) и получив высокие оценки от члена судейского комитета ФИФА Ларса Бьорка. В 1992 году судил первый матч сборной Украины по футболу против Венгрии (1:3). Работал арбитром отборочного турнира к ЧМ-1994 в зоне УЕФА.
В 1995 году Вадим Жук занял 8-е место в рейтинге лучших судей по версии IFFHS. По завершении карьеры судьи был назначен генеральным секретарём Белорусской федерации футбола, а затем стал преподавателем на курсах футбольных арбитров в Турции.
По словам футбольного судьи Сергея Хусаинова, Жук стал первым футбольным судьёй, получившим повышенную премию за судейство в финале Кубка СССР (75 рублей).

### Скандалы
- Одним из наиболее неприятных моментов Вадим Жук считает работу в финале Кубка СССР 1989 года между московским «Торпедо» и днепропетровским «Днепром»: он не засчитал гол «Торпедо» из-за ошибки бокового судьи Вольдемара Медведского, определившего положение «вне игры», вследствие чего Жука обвиняли в том, что он «сломал» игру москвичей[2].
- В одной из встреч за выход в Первую лигу СССР между ферганским «Нефтяником» и кишинёвским «Нистру» Жук работал главным арбитром (помогали ему Георгий Гоман и Сергей Слива). Матч закончился со счётом 1:1, благодаря которому «Нистру» проходил дальше, но после игры болельщики стали кидаться камнями в судейскую бригаду. Только пожарные помогли судьям уйти в раздевалку, откуда потом Жук не выходил два часа[2].
- После одной из встреч между киевским «Динамо» и «Жальгирисом», завершившейся победой киевлян со счётом 3:1, Жук устроил перепалку с Валерием Лобановским, который обвинял Жука в предвзятости (следующую игру Жук должен был судить снова с участием «динамовцев», но в Ереване и уже в рамках Кубка СССР). Конфликт на этом был вскоре исчерпан[2][3].
- На игры «Спартака» Жук почти не получал назначения, кроме двух встреч — против ереванского «Арарата» и бакинского «Нефтчи». Матч с «Араратом» закончился поражением «красно-белых» 1:2 из-за двух пенальти, а в матче против «Нефтчи» в ворота «Спартака» Жук снова поставил пенальти. После проигрыша «Арарату» москвичи провалились в игре с «Вердером» в еврокубках 2:6 и обвинили Жука в моральном надломе команды, а после пенальти в матче с бакинским клубом начальник команды Старостин написал жалобу на действия Жука, которая не была принята[2].
- Во время одного из матчей между киевским «Динамо» и бакинским «Нефтчи» Жук назначил три пенальти: два в ворота киевлян, один в ворота бакинцев, причём последний пенальти был назначен на Олеге Протасове в самом конце матча. Первоначально директор ВШТ и инспектор матча Вячеслав Варюшин поставил «двойку» Жуку за работу, пока специальная комиссия не исправила оценку на «отлично» и не признала правоту Жука. До этого Жук подвергался обструкции в минских газетах[3].
- Швейцарский футбольный арбитр Курт Рётлисбергер утверждал, что в 1996 году он был посредником в передаче взяток Вадиму Жуку, с помощью которых обеспечивался любой результат матчей клубов и сборных — так, Рётлисбергер пытался свалить вину на Жука за результат матча Лиги чемпионов УЕФА 30 октября 1996 года в Цюрихе между «Грассхоппером» и «Осером» (победа швейцарского клуба 3:1) на Жука. Однако УЕФА в 1997 году сняло все обвинения с Жука, и швейцарец проиграл дело даже после подачи апелляции[3].

## Личная жизнь
Вне футбола Вадим Жук работал в пожарной охране, с третьего курса юрфака учился на заочном отделении. Сотрудником пожарной охраны устроился благодаря Юрию Савицкому, работал инструктором пожарной безопасности в минском телецентре и затем перешёл в Спорткомитет благодаря Евгению Шунтову.
Супруга — бывшая преподавательница английского, которая помогла Вадиму выучить английский.
Сын Дмитрий, выпускник лингвистического университета и также футбольный арбитр, ассистент, работает на матчах Высшей лиги Белоруссии с 2008 года, ассистент ФИФА с 2010 года. Трижды признавался лучшим ассистентом судьи Белоруссии в 2010, 2012 и 2013 годах. Есть две внучки и внук.